# Alte Krankenhäuser Altona

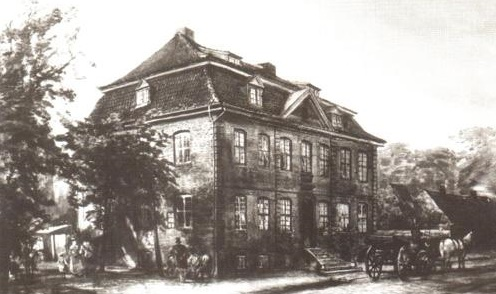
Krankenhaus an der Königstraße

Die alten Krankenhäuser in Altona waren die dänischen und preußischen Vorläufereinrichtungen des Allgemeinen Krankenhauses Altona, das ab 1961 in Othmarschen entstand.

## Geschichte

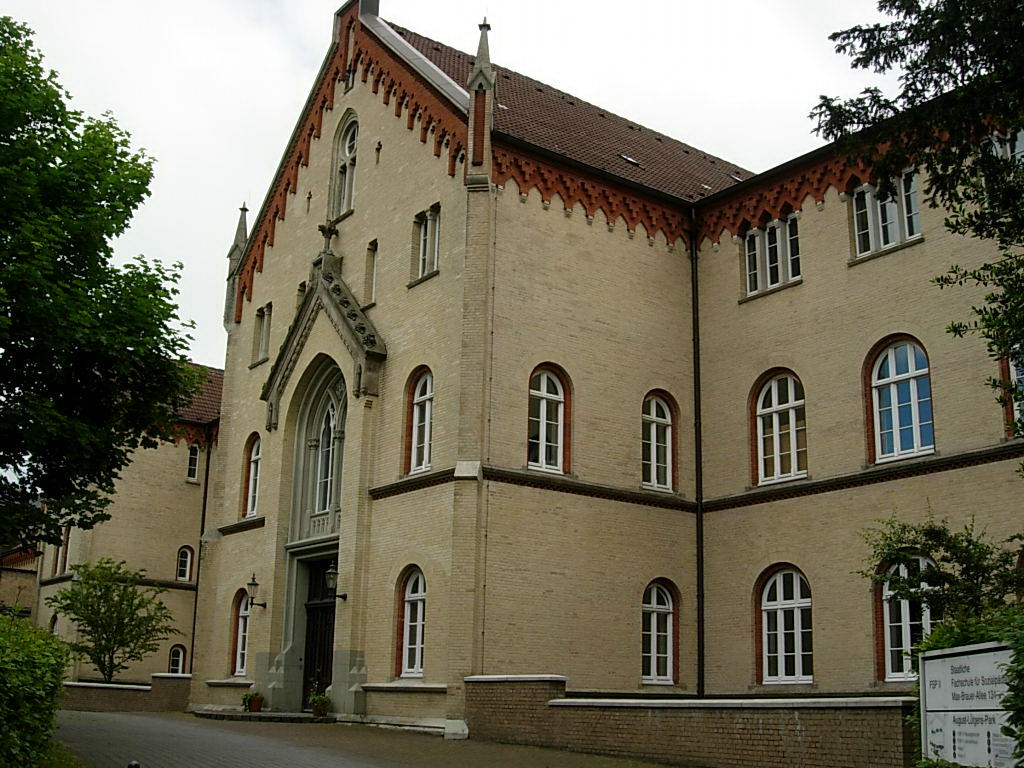
Haupteingang des Krankenhauses an der Max-Brauer-Allee

Mit städtischen Steuern und Spenden wurden 1760 fünf  Krankenzimmer im Zuchthaus eingerichtet. 1764 entstand die Hebammenanstalt mit Entbindungsstation. Am 27. Dezember 1784 wurde das erste Krankenhaus mit 60 Betten in der Königstraße eröffnet. 1799 wurde das Altonaische Unterstützungs-Institut gegründet, das 1803 ein Nebengebäude für Geisteskranke erhielt. 1840 hatte das Haus 100 Betten, war aber schon zu klein. 1854 prämierte die Neue Krankenhaus-Kommission die Bauzeichnung für einen Neubau in der Allee (heute Max-Brauer-Allee), der 1859 vom Magistrat und vom Ministerium in Kopenhagen genehmigt wurde. Der am 1. September 1861 eröffnete Neubau hatte 180 Betten. Nachdem Altona im Deutsch-Dänischen Krieg 1864 an das Königreich Preußen gefallen  war, wurde 1889 ein Operationssaal in einem Anbau in Betrieb genommen. Im Jahre 1900 hatte das Haus 500 Betten. Als 1892 in Hamburg die Choleraepidemie ausbrach, wurde das Desinfektionshaus gebaut. 1896 erhielt die Chirurgie eine Röntgenanlage. 1914, vor Ausbruch des Ersten Weltkrieges, war die Bettenzahl bereits auf 996 gestiegen.  Im selben Jahr wurde eine Leichenhalle mit Prosektur eingerichtet. Außerdem entstanden ein Laboratorium, ein Kesselhaus und ein Tierstall. In einem großen Krankenblock hielt die Dermatologie Einzug. 1916 entstand ein Wirtschaftsgebäude mit Anstaltsküche und Waschhaus.
1919, nach dem Ersten Weltkrieg, wurde eine gynäkologische Abteilung eingerichtet und die Frauenklinik in der Bülowstraße angebaut. 1921 erhielt das Haus eine eigene Apotheke. 1923 wurde die Städtische Altonaer Schwesternschaft gegründet. 1934 entstand die ophthalmologische, 1935 die HNO-Abteilung. 1938 kam Altona durch das Groß-Hamburg-Gesetz zu Hamburg. In der Operation Gomorrha wurde Altona 1943 zerstört und das Krankenhaus schwer beschädigt. Als 1947 die Poliomyelitis grassierte, setzte das Krankenhaus Altona die erste Eiserne Lunge ein.
1961 wurde in Othmarschen der Grundstein für ein neues Krankenhaus gelegt, das zehn Jahre später eröffnet wurde. Ein Großteil der Gebäude, die heute als Anlage mitsamt öffentlichem Park unter Denkmalschutz stehen, konnte in den 1980er Jahren vor dem Abriss bewahrt werden. Sie werden teils für schulische (Hauptgebäude), teils für Wohn- (Jenckelhaus) und teilweise für Gemeinbedarfzwecke (Häuser 2, 3 und 7, unter anderem von einem Stadtteilzentrum und einer Kindertagesstätte) genutzt.

## Ärzte
- Willi Gottfried Schultz (1900–1969), von 1952 bis 1965 Chef der Gynäkologie
- Reinhard Aschenbrenner (1906–2008), Internist, von 1946 bis 1971 Ärztlicher Direktor
- Carl Bruck (1879–1944), Dermatologe
- Adolf Jenckel (1870–1958), Chirurg
- Fritz König (1866–1952), Chirurg, Neurochirurg
- Theodor Brugsch (1878–1963), Internist, von 1903 bis 1905 Assistenzarzt der Inneren Abteilung
- Fedor Krause (1857–1937), Neurochirurg, Oberarzt 1890–1892
- Leopold Lichtwitz (1876–1943), Internist, Direktor bis 1931